# Carlo Emanuele Basile
Carlo Emanuele Basile (Milão, 21 de Outubro de 1885 - Stresa 1 de Novembro de 1972) foi um escritor e político italiano.
Nascido de uma família nobre de origem siciliana, foi o filho do senador Achille Basile e Carlotta Bossi. Apenas sete anos permaneceu órfãos pai. Ele passou sua infância na Villa Carlotta, Basile família habitação localizada no Lago Maggiore, em Stresa. Depois de estudar na escola de Novara, em que participou da Universidade de Turim, onde graduou-se em Direito em 1909. Um amante da literatura, obteve um segundo grau, em cartas e em 1914 publicou seu primeiro romance A vitória senz'ali, que alcançaram algum sucesso.
Arruolatosi em Lancieri de Novara, participou como voluntário na Primeira Guerra Mundial, ele se tornou um tenente meritandosi duas medalhas bronze e uma cruz de guerra no valor militar.
Em 1917 ele se casou com Francisca Bourbon Marquês de Santa Maria del Monte, que tinha cinco raparigas e um rapaz, que morreu um ano de idade. Ele foi prefeito e, em seguida, prefeito de Stresa nos anos 1914-27 e 1931-35. Em 1922, ele foi um dos primeiros a aderir ao fascismo. No interior do partido subiu rapidamente a escala hierárquica: o primeiro secretário do maço de Stresa (1923-1925), então Federal Secretário de Novara (1926-1929), Turim (1928-1929). Então, em 1928, pela vontade de Mussolini em pessoa, foi nomeado cônsul das milícias e, no ano seguinte, um membro do Diretório Nacional do Partido Fascista. Em 1926, ele foi reconhecido título de Barão.
Ele participa como voluntário na guerra da Etiópia e da guerra civil espanhola. Ele era membro do Parlamento Nacional no XXVIII e XXIX XXX legislatura (1929-1943). Aderiu à Repubblica Sociale Italiana, mantendo as posições do Prefeito de Genova (1943-44) e as Forças Armadas Secretário (1944-45). Após a queda do fascismo, foi acusado de ter cometido vários crimes, enquanto ele era prefeito de Gênova, em 1947. Mas foi absolvido pelo Tribunal de Assizes de Veneza.
Ele continua a atividade política no Movimento Sociale Italiano.